# Мирославка (Бердичівський район)
Миросла́вка (до 1960 року — Голодьки) — село в Україні, у Швайківській сільській громаді Бердичівського району Житомирської області.
Розташоване на лівому березі річки Гнилоп'ятки притока Гнилоп'яті, за 8 км на північний захід від районного центру та за 2 км від залізничної станції Демчин. Через село проходить автошлях Бердичів — Шепетівка і залізниця Київ-Рівне. Дворів-340, населення 920 чоловік.

## Історія
Територія сучасної Мирославки заселена здавна. На околиці села виявлено залишки поселення пізньо-трипільської культури, доби бронзи та скіфського періоду.
Під назвою Голотков село вперше згадується 1593 року в інвентарній книзі маєтку магнатів Тишкевичів-Логойських. Воно входило тоді до складу Речі Посполитої.
Польська шляхта жорстоко поневолювала населення. Соціальне гноблення доповнювалося національно-релігійним гнітом . Шляхта й духовенство нехтували національними традиціями та звичаями українців, силоміць насаджували католицизм. Під час визвольної війни українського народу 1648—1654 рр. багато голодьківців влилося до повстанських загонів, очолюваних М.Кривоносом і відважно билися з польськими військами. В 80-90-х роках 17 ст. вони були активними учасниками визвольного повстанського руху під проводом Палія.
1793 року Голодьки в числі інших населених пунктів Правобережної України були анексовані Росією. В 1796 році село увійшло до Озадівської волості Житомирського повіту новоутвореної Волинської губернії. 1798 року тут налічувалося 49 селянських дворів, діяли винокурня, млин.
Становище трудового селянства в умовах царського самодержавства лишалося тяжким. Селяни Голодьок жили в злиднях і безправ'ї. Вони обробляли поміщицьку землю, відбуваючи 3 дні панщини на тиждень, працювали на винокурному та цегляному заводах. Реформи 1861 року призвело до подальшого обезземелення й розорення селянства. Того ж року в Голодьках та інших селах повіту відбулося заворушення селян. Повсталі вимагали перегляду реформи; поліпшення умов життя. Заворушення тривало близько трьох місяців і лише в травні було придушено з допомогою військових частин, не маючи змоги викупити землю, селяни наймалися до поміщика або шукали заробітків за межами села.
Прокладання в 70-х роках Києво-Брестської залізниці сприяло економічному розвитку села. У 80-х роках, розширюючи цукрове виробництво, навколишні землі прибрав до своїх рук заводчик Ф.Терещенко. Близько 2 тис. десятин найкращих земель він відвів під бурякові плантації. Для обробки їх застосовувалася наймана праця.
У 1906 році село Озадівська волості Житомирського повіту Волинської губернії. Відстань від повітового міста 49 верст, від волості 10. Дворів 150, мешканців 1072.
Під час першої російської революції 1905—1907 рр. у Голодьках неодноразово відбувалися селянські заворушення. Часто палали скирти, горіли комори та інше майно. Селяни вимагали поділу поміщицьких земель, збільшення заробітної плати на обробітку бурякових плантацій.
Столипінська аграрна реформа прискорила процес класового розшарування селянства. В Озадівській волості в тому числі і Голодьках, 1910 року 4,8 % селянських господарств були безземельними. 70 % — мали лише до 1 десятини землі на душу. Після ліквідації общинного землеволодіння з середовища селян виділилися куркулі, які багатіли за рахунок експлуатації чужої праці. Більшість селянських господарств остаточно розорилися і занепадали. Один з чиновників Волинської губернської управи в справах сільського господарства побувавши влітку 1910 року в Голодьках та інших селах волості, констатував: «Селянські поля мають жалюгідний вигляд. Вони засмічені осотом, куколем та чортополохом».
Багато лиха селянам заподіяла перша світова війна, яка погіршила й без того тяжке становище переважної частини селянства . Більшість працездатних чоловіків мобілізували на фронт. Бідняцькі родини, не маючи можливості обробляти свої землі, зубожіли. Вже в лютому 1915 року число безкінних господарств становило близько 47 %.
Обурення війною, політикою царського уряду зростало з кожним днем. Революційні настрої серед селянства поширювали солдати, які повернулися з фронту інвалідами. Після Лютневої бреволюції 1917 року в селі сталося кілька масових виступів селян. Під час одного з них було вбито управителя економії.
Результатом Жовтневого перевороту стало встановлення в січні 1918 року радянської влади, почався розподіл конфіскованої у поміщиків землі. Але завершити почате не вдалося, у кінці лютого село захопили австро-німецькі війська, запровадивши жорсткий окупаційний режим. Чимало голодьківців з перших днів стали на боротьбу проти інтервентів. Боротьбу голодьківців проти окупаційних військ очолили А. М. Онишко та А. Д. Кучер. Під їх керівництвом партизани здійснювали напади на ворожі військові гарнізони, вчиняли диверсії на залізничній колії Бердичів-Шепетівка.
Війська Директорії визволили населений пункт, проте 29 березня 1919 року частини Червоної Армії, розвиваючи наступ на Шепетівку, окупували Голодьки. На початку квітня в селі створено ревком і комітет бідноти, які очолили А. М. Онишко та І. Х. Василюк . Одним з першочергових завдань їх діяльності була боротьба за хліб, проведення посівної кампанії.
Наприкінці літа 1919 року скориставшись просуванням Денікіна на півдні України, армія УНР почала з заходу похід на Київ. 21 серпня українські військові ввійшли в село. На початку грудня після шестиденних запеклих боїв село зайняли війська Червоної Армії.
Трудівники села приступили до мирної праці. Влітку 1920 року створено комітет незаможних селян, який добивався виконання продрозкладки, організовував допомогу Червоній Армії, сім'ям червоноармійців, дітям — сиротам. На початку 1921 року відбулися вибори до сільської ради, де було обрано 2 комуністи, 3 члени КНС і 5 селян-бідняків. В червні того ж року виник партійний осередок секретарем якого обрали А. М. Онишка.
У зв'язку зі змінами в адміністративно-територіальному поділі 1923 року Голодьки в складі Озадівської волості віднесено до новоутвореного Янушпільського району. 23 грудня 1922 року утворено перше колективне господарство-комуну. В ній об'єдналося 12 господарств, переважно родин колишніх червоноармійців тому й комуну назвали «Червоноармійською» . Головою обрали Я. М. Лисюка. 1920 року відкрито семирічну школу. 1925 року в селі здійснено загальнообов'язкове початкове навчання. 28жовтня 1927 року на базі комуни створено першу в селі сільськогосподарську артіль, за якою зберегли назву «Червоноармійська». В 1931 році за пропозицією колгоспників три голодьківських колгоспи об'єдналися в одне господарство ім. Шевченка. 1940 року за високі виробничі показники
12 колгоспників взяли участь у Всесоюзній сільгоспвиставці.
15 липня 1941 року село Голодьки окупували нацисти. Його жителі саботували розпорядження окупаційних властей, вчиняли диверсійні акти . За допомогою голодьківців партизани, які діяли в районі Великих Коровинців та Бердичева, влітку 1942 року висадили в повітря водокачку залізничної станції Демчин, розташованій на околиці Голодьок, міст через річку Гнилоп'ятку та пустили під укіс нацистський військовий ешелон.
До Німеччини було вивезено 72 жителі і знищили 37 чоловік .
Але голодьківці не скорилися ворогові. Н. Д. Войтко, П. Л. Братусь, М. М. Строєв, А. Г. Мельничук та І. Ф. Лисюк вступили до підпільної організації .Патріоти вели агітаційну роботу серед місцевого населення, підтримували зв'язок з партизанськими об'єднаннями під командуванням В. А. Андрєєва, І. І. Шитова та М. І. Шукаєва, яким передавали зброю, боєприпаси, медикаменти, розвідувальні дані, а також підбирали і переправляли перевірених людей до загонів народних месників. Ввечері 6 січня 1944 року частини 1-го Українського фронту в ході успішного здійснення Житомирсько-Бердичівської наступальної операції визволено с. Голодьки від окупантів. Роботу по відбудові зруйнованого господарства очолила сільська рада.
За пропозицією громадян села в 1960 році Голодьки перейменовано на Мирославка від слів «мир славити» За трудові досягнення й виробничі показники нагороджені: орденом Леніна — Горячий С. Є., Гусар В. А., П'ятибратова А. А., орденом Жовтневої Революції — Кирилюк М. Я., Лисюк О. П., орденом Трудового Червоного Прапора — Горячого С. Є., П'ятибратова А. А.

## Населення
Згідно з переписом УРСР 1989 року чисельність наявного населення села становила 1169 осіб, з яких 553 чоловіки та 616 жінок.
За переписом населення України 2001 року в селі мешкало 959 осіб.

### Мова
Розподіл населення за рідною мовою за даними перепису 2001 року:
| Мова       | Чисельність | Відсоток |
| ---------- | ----------- | -------- |
| українська | 954         | 98,05%   |
| російська  | 12          | 1,23%    |
| інші       | 7           | 0,72%    |
| Усього     | 973         | 100%     |

## Економіка і соціальна сфера
Засновано школу в с. Мирославка в 1884році, а побудовано нову школу в 1981 році. Побудовано: клуб в с. Демчин в 1972 році, будинок культури на 400 місць в с. Мирославка в 1985 році, лікарню в с. Мирославка на 80 ліжок в 1987 році. Крім того в с. Мирославка працює аптека, бібліотека, ветеринарна аптека .
В сільському господарстві працюють: приватне підприємство «Надія», ТОВ «Укрзернопром-Бердичів»,
Поштове відділення: Мирославка.

## Відомі люди
У Мирославці в 1950-ті вчителював і певний час був директором школи Шепелюк Микола Юхимович (1919—2007) — український краєзнавець, організатор музейної справи, педагог.